# Moniquirá
Moniquirá – miasto w Kolumbii, w departamencie Boyacá.